# Gavlfjorden
Gavlfjorden er et sund i Vesterålen som skiller Andøya i øst fra Langøya, Gisløya, Meløya og flere andre øer i vest. Syd for Gavlfjorden skiller Sortlandssundet Langøya og Hinnøya, og nordøst for Gavlfjorden skiller Risøysundet Andøya og Hinnøya.
Gavlfjorden fungerer som nødhavn for fragtskibe i dårligt vejr. Ordføreren i Øksnes foreslog i 2003 at etablere en officiel international nødhavn i Gavlfjorden.